# エリーザベト (コルベット)
| 艦歴     | 艦歴                                                          |
| -------- | ------------------------------------------------------------- |
| 名前     | エリーザベト                                                  |
| 所属     | 北ドイツ連邦海軍 ドイツ帝国海軍                               |
| 建造     | Kaiserliche Werft Danzig                                      |
| 建造費用 | 688,800ターラー                                               |
| 進水     | 1868年10月10日                                                |
| 就役     | 1869年9月29日                                                 |
| その後   | 1904年に廃棄処分                                              |
| 主要諸元 |                                                               |
| 艦級     | アルコナ級コルベット                                          |
| 排水量   | 基準2,454t 満載2,912t                                         |
| 全長     | 73m                                                           |
| 全幅     | 13.2m                                                         |
| 吃水     | 6.4m                                                          |
| 定員     | 380人                                                         |
| 機関     | 石炭専焼箱型煙管缶4基 横置き型単段膨脹2気筒レシプロ機関1基1軸 |
| 機関出力 | 1,795kW(2,440PS)                                              |
| 速力     | 12.1ノット                                                    |
| マスト   | 3本                                                           |
| 帆面積   | 2,200m2                                                       |
| 兵装     | 68ポンド野砲6門 36ポンド野砲20門                              |

エリーザベト（SMS Elisabeth ）は、北ドイツ連邦及びドイツ帝国の海軍に所属していたアルコナ級コルベットである。
船名はプロイセン王国国王フリードリヒ・ヴィルヘルム4世の王妃エリーザベト・ルドヴィカ・フォン・バイエルンからとられた。エリーザベトはダンツィヒ（現グダニスク）の造船所で建造され、全長73m、全幅13.2m、喫水6.4m、速力12.1ノットを誇った。
1869年、後の海軍大将グイド・ケルヒャーが船役員として乗艦し、エリーザベトはスエズ運河の開通式に参加した。1876年から1878年まで東洋艦隊に所属。1884年7月、探検家のグスタフ・ナハティガルがカメルーンをドイツ帝国の保護領だと宣言した時、彼を砲艦メーヴェとともにカメルーンまで運んだ。1887年9月20日、海軍除籍。しばらくは封鎖艦として使用されたが1904年廃棄処分された。